# Aufzugmuseum

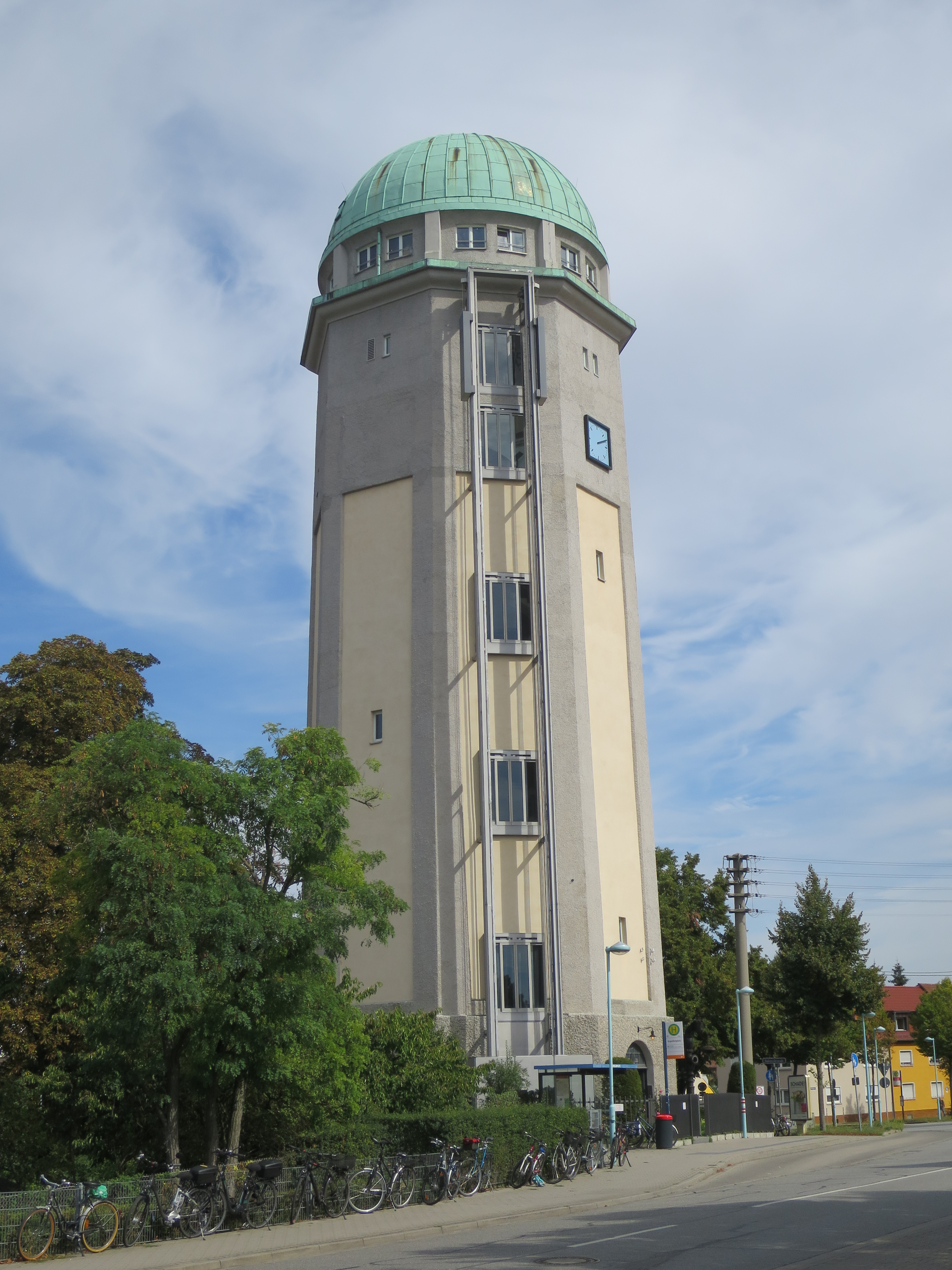
Das Ausstellungsgebäude: Wasserturm Mannheim-Seckenheim von 1911 mit außen geführtem Aufzug

Das Aufzugmuseum in Mannheim-Seckenheim ist das Firmenmuseum des Fahrstuhlbauers Lochbühler und heute in dem denkmalgeschützten Wasserturm dieses Mannheimer Ortsteils untergebracht.

## Geschichte
1873 gründete Georg Lochbühler eine Huf- und Wagenschmiede in Seckenheim, die 1905 zu einer Schlosserei und Mechanischen Werkstätte ausgebaut wurde. In den 1920er Jahren stellte sie Maschinen für Tabakindustrie und Landwirtschaft her, 1925 die erste Aufzugsanlage. Ab 1960 konzentrierte sich die Fertigung auf den Aufzugsbau. Die Komponenten für die Aufzüge wurden fast alle in der eigenen Werkstätten hergestellt. Die Produktpalette in diesem Bereich wurde verbreitert und Spezialaufzüge hergestellt.
1986 wurde die werkseigene Sammlung zur Aufzugstechnik – bis dahin eingelagert im Stammhaus und einem angrenzenden Bauernhof – im Untergeschoss eines neuen Firmengebäudes in Mannheim-Friedrichsfeld untergebracht. 2002 zog die Sammlung in das Erdgeschoss des Seckenheimer Wasserturms um, wo sie seit 2012 in dem zuvor sanierten Turm nun in erweiterter Form über vier Ebenen präsentiert wird.

## Sammlung
Die Sammlung umfasst etwa 700 Objekte zur Geschichte des Aufzugsbaus. Die Sammlungsgegenstände stammen aus der Technik und dem Umfeld des Fahrstuhlbaus und wurden im Laufe mehrerer Jahrzehnte zusammengetragen, etwa wenn das Unternehmen den Auftrag zur Erneuerung einer Aufzugsanlage erhielt und die ausgebaute Altanlage übernehmen konnte. Zeitlich reicht die Sammlung bis zum Ende des 19. Jahrhunderts zurück. Darunter befinden sich Teile aus der Produktion des Unternehmens Lochbühler ebenso wie themenrelevante Stücke anderer Hersteller. Einen Schwerpunkt bildet die Firmengeschichte von Lochbühler und dort die Produktion von Aufzügen. Die Sammlung reicht von Archivalien, etwa Konstruktionsplänen, über technische Komponenten bis hin zu kompletten Aufzugsanlagen. Die Sammlung ist europaweit einzigartig.
Die Ausstellung wird auf einem Freigelände und auf vier Ebenen im Wasserturm präsentiert:
- Ebene -1: Geschichte des Unternehmens Lochbühler, Beispiele aus der Produktion[8]
- Ebene 0: Geschichte des Wasserturms; Geschichte des Aufzugs[9]
- Ebene 1: Haustechnik, keine Ausstellung
- Ebene 2: Antriebe, Komponenten, Steuerungen, Kleingüteraufzug[10]
- Ebene 3: Paternoster, Mühlenaufzug, Komponenten[11]

Gezeigt und erklärt werden historische Aufzugsanlagen, Geräte der Tabakindustrie, Werkzeuge sowie einiges zur Ortsgeschichte von Seckenheim.

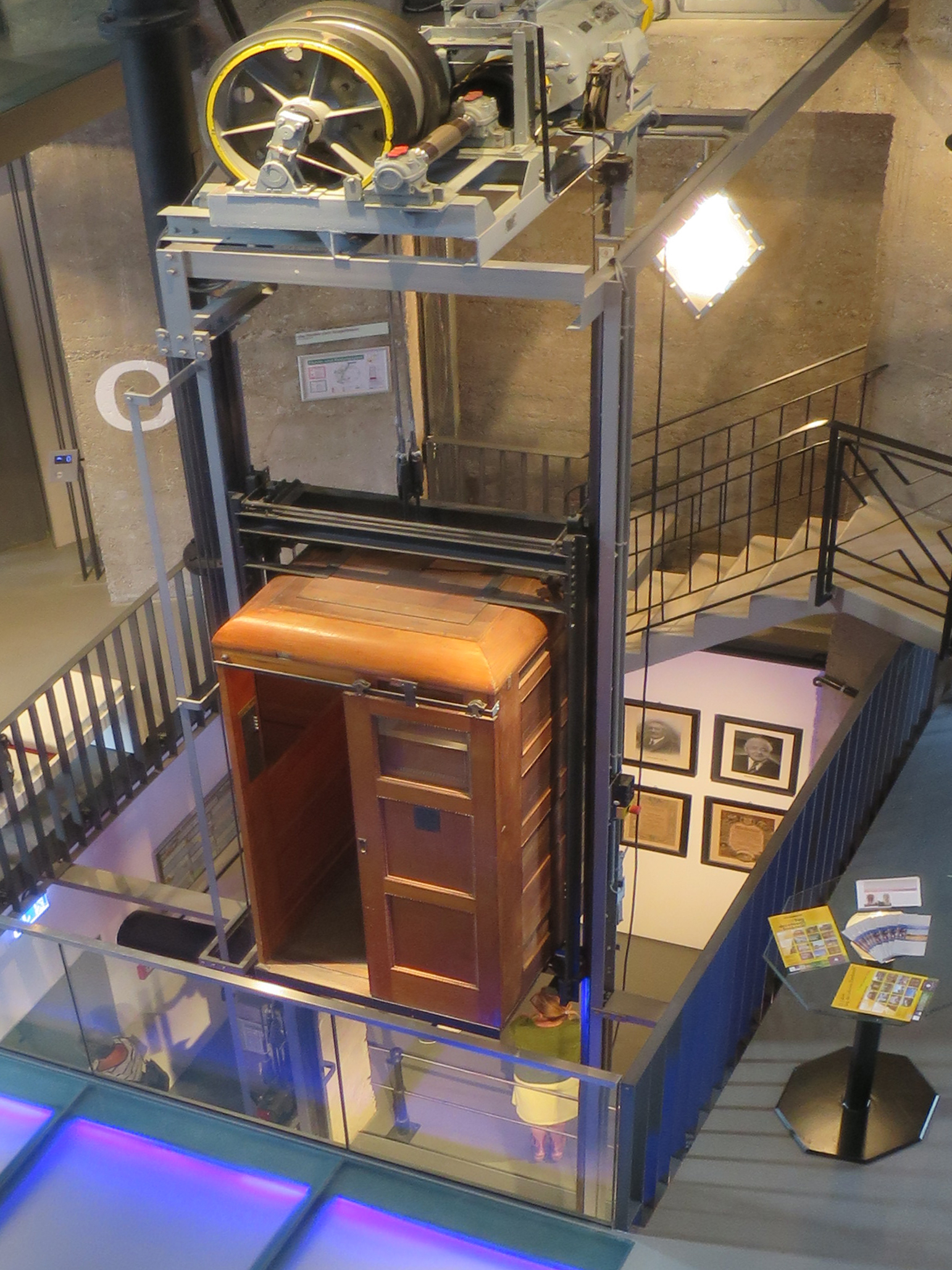
Ausstellungsräume
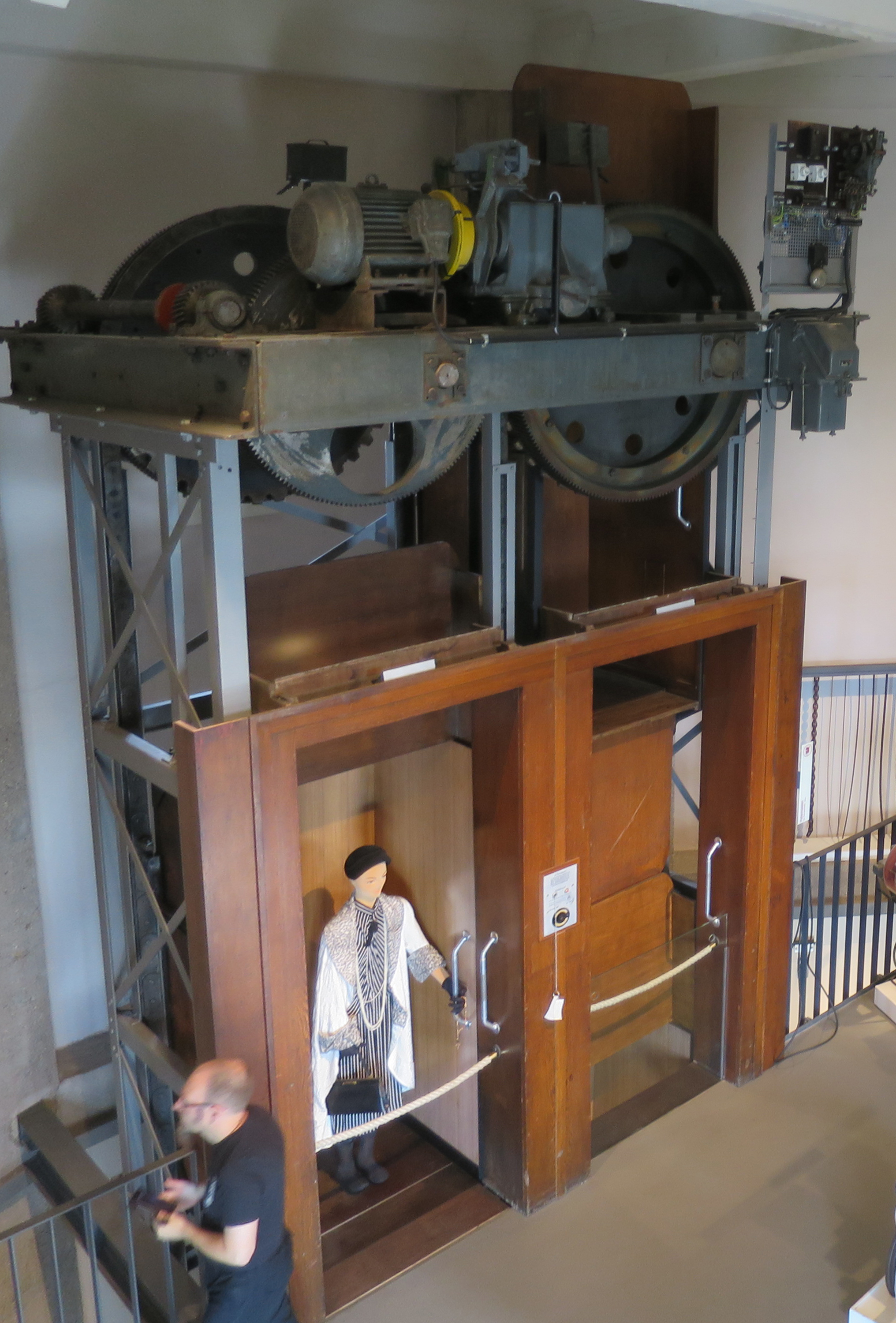
Paternosteraufzug
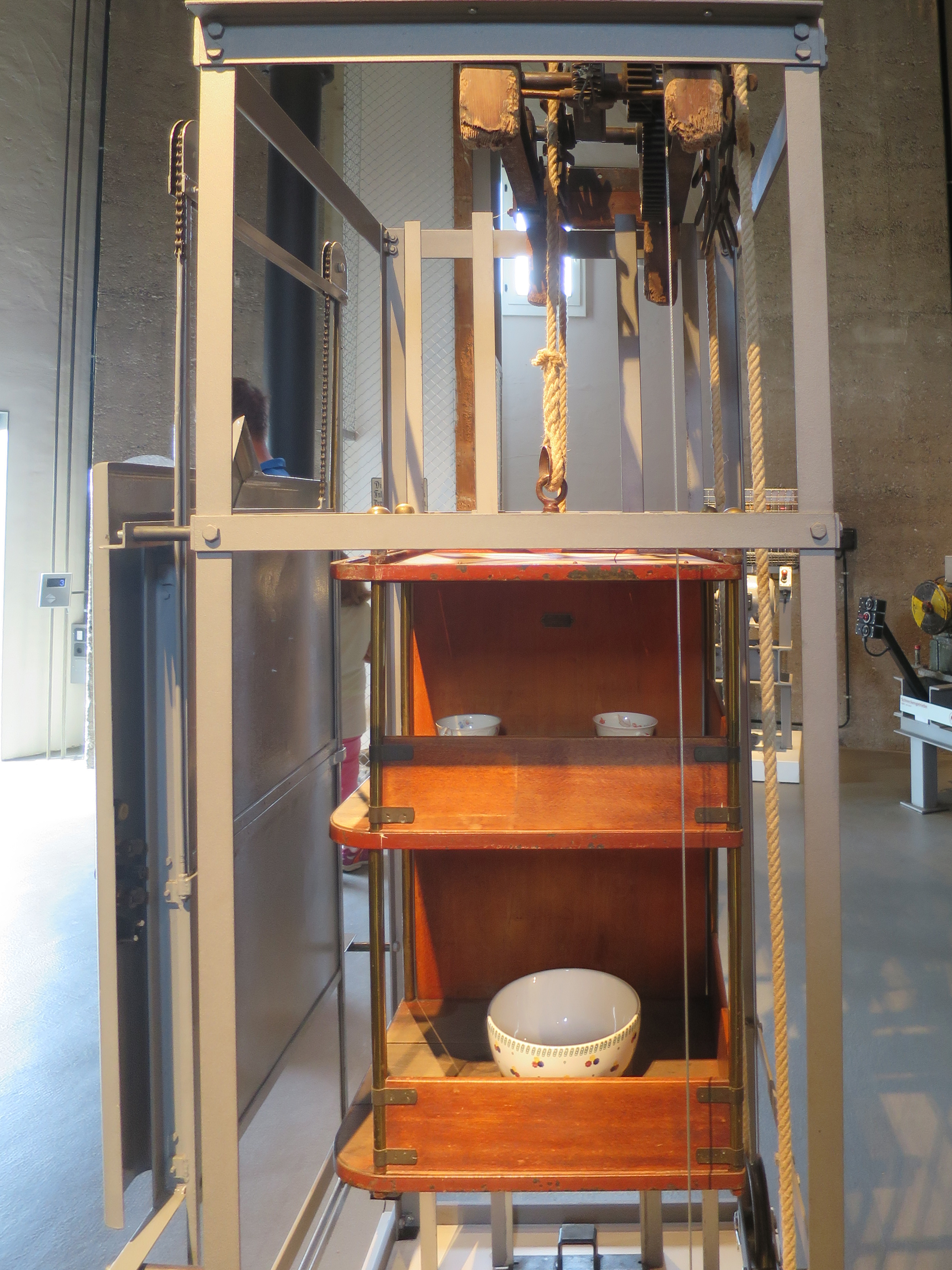
Speiseaufzug

## Wissenswert
Das Museum ist nicht regelmäßig, sondern nur zu besonderen Anlässen geöffnet, etwa dem Tag des offenen Denkmals oder im Rahmen von Gruppenführungen.